# Classics (álbum de Era)
ERA-Classics es el quinto álbum de estudio de Era, lanzado el 2 de noviembre de 2009, este álbum retoma los grandes temas de los artistas clásicos Verdi, Bach, Vivaldi, Händel, Caccini, Mahler.

## Lista de canciones
1. Caccini + Redemption + Ave Maria
2. Vivaldi + Sunset Drive + Spring / Four Seasons
3. Verdi + Arising Force + Nabucco
4. Verdi + The Chosen Path + La Forza Del Destino
5. Bach + Ritus Pacis + Concerto N°3
6. Malher + Adagieto + 5th Symphony
7. Haendel + Dark Wonders + Sarabande & Ombra Mai Fu
8. Vivaldi + Winds Of Hope + Winter / Four Seasons
9. Levi + Sombre Day
10. Barber + Adagio for Strings (ERA Versión)
11. I believe In G

La canción "I believe In G" aparecería más tarde en el álbum recopilatorio de ERA titulado The Essential.
La canción "Bach + Ritus Pasis + Concerto N°3 hay dos versiones, una versión alternativa y la versión original.
La versión original cuenta con la voz de Juan Pablo II y la versión alternativa no.
- Datos: Q2450860